# تورناباراکونی
تورناباراکونی (به مجاری:  Tornabarakony) یک شهرداری در مجارستان است که در ناحیه ادلنی واقع شده‌است. تورناباراکونی ۸٫۲ کیلومتر مربع مساحت و ۲۷ نفر جمعیت دارد.